# Pavel Ivanovič Batov
Pavel Ivanovič Batov (in russo Павел Иванович Батов?; Felisovo, 1º giugno 1897 – Mosca, 19 aprile 1985) è stato un generale e politico sovietico.
Membro del Partito Comunista dell'Unione Sovietica dal 1927, è stato deputato del Soviet dell'Unione del Soviet Supremo dell'Unione Sovietica per 5 legislature. Generale dell'Armata Rossa, ha preso parte a numerosi conflitti e ha ricevuto due volte il titolo di Eroe dell'Unione Sovietica.